# Billy Bat
Billy Bat (jap. ビリーバット Birī Batto) – manga stworzona według scenariusza Naokiego Urasawy i Takashiego Nagasaki i narysowana przez Urasawę. Ukazała się premierowo w 165 odcinkach na łamach japońskiego tygodnika komiksowego „Morning” między 16 października 2008 a 18 sierpnia 2016. Epizody zostały zebrane w latach 2009–2017 w dwudziestu tomach książkowych opublikowanych nakładem wydawnictwa Kōdansha.
Polski przekład Billy'ego Bata ukazuje się od 2024 nakładem wydawnictwa Hanami w podwójnych tomach zbiorczych.

## Fabuła
Akcja rozpoczyna się w 1949. Japońsko-amerykański twórca komiksów, Kevin Yamagata, tworzy w Stanach Zjednoczonych popularną serię komiksów detektywistycznych o antropomorficznym nietoperzu imieniem Billy Bat. Gdy Kevin dowiaduje się, że prawdopodobnie nieświadomie skopiował wizerunek Billy'ego z obrazu, który widział podczas pobytu w Japonii, wraca tam, aby uzyskać zgodę od oryginalnego twórcy postaci. W Japonii zostaje wplątany w sieć morderstw, spisków i przepowiedni, które łączy wizerunek nietoperza. Okazuje się, że symbol ten pojawia się od tysiącleci w różnych miejscach i okolicznościach kluczowych dla losów ludzkości.

## Nagrody
Billy Bat zdobył nagrodę dla najlepszej serii komiksowej na międzynarodowym festiwalu Lucca Comics & Games w Lukce w 2012 oraz Nagrodę Max und Moritz dla najlepszego międzynarodowego komiksu w trakcie Salonu Komiksu (niem. Comic-Salon) w Erlangen w 2014.